# Kalverdijk
Pour les articles homonymes, voir Kalverdijk (homonymie).
Kalverdijk est un village situé dans la commune néerlandaise de Schagen, dans la province de la Hollande-Septentrionale. Le 1er janvier 2005, le village comptait 227 habitants.